# Erdwerk von Großobringen
Koordinaten: 51° 2′ 1″ N, 11° 20′ 3″ O
Das Erdwerk von Großobringen im Landkreis Weimarer Land in Thüringen wurde 1959–1962 partiell ausgegraben. Die von G. Behm-Blancke (1912–1994) eingeleitete Ausgrabung nördlich von Weimar ergab, dass es sich um ein Erdwerk aus dem älteren Abschnitt der Bernburger Kultur, in einer besonderen Phase der Jungsteinzeit (Ende des 4. Jahrtausends v. Chr.), handelt, in der weit reichende Kontakte in alle Himmelsrichtungen durch Funde belegt sind.

## Beschreibung
In Großobringen wurden drei Grabenabschnitte mit Längen zwischen 27,0 und 38,0 m ausgegraben. Rekonstruiert man daraus eine Ringanlage, so ergibt sich eine vergleichsweise kleine Anlage mit einem Flächeninhalt von etwa 3,2 ha. Ovale Grubenanlagen dieser Art mit vielen Erdbrücken waren zuvor primär aus dem westlichen Kontinentaleuropa und von den Britischen Inseln bekannt. In der überplanierten Fläche am nördlichen Ortsrand waren außer den Gruben nur noch Reste zweier quadratischer Häuser mit Eckpfosten erhalten. In einer der etwa 4 × 4 m messenden Hütten fanden sich Reste eines Herdes.
Die Gruben respektive Grabensegmente waren nicht als Spitz- oder Sohlgräben gestaltet wie bei den meisten anderen Grabenwerken. Zwei der Segmente aus Großobringen waren über lange Strecken nur als Grube angedeutet. Ihre geringe Tiefe zwischen 0,50 und 0,80 m bei einer Breite von drei bis vier Metern stellt kein Annäherungshindernis dar, als das diese Gräben üblicherweise angesehen werden. In die flache Grabensohle waren an verschiedenen Stellen Gruben eingetieft. In einem Abschnitt wurde eine kleine Hütte mit einem Lehmkuppelofen gefunden. Im Graben fand sich eine mit Steinplatten abgedeckte Hundebestattung.

## Funde
In der dunklen Erdeinfüllung der Gruben fanden sich über 6.000 Knochen von Haustieren (wenig Wildtiere) sowie Werkzeuge aus Tierknochen und Geräte aus Feuer- und Felsgestein. 12.000 Scherben stammen zumeist von großen Vorratsgefäßen, aber auch Schalen, Schüsseln und tassenartige Gefäße wurden gefunden. Davon waren etwa 30 tönerne Schöpfkellen von einer Form die ansonsten nur im südosteuropäischen Karpatenbecken und in Böhmen (Rivnác-Kultur) vorkommt. Ein Service, bestehend aus einem großen Gefäß und mehreren ähnlichen Schöpfern, die man bei einer kultischen Zeremonie verwendete, ist aus Böhmen bekannt. Dies trug zur Deutung des Großobringer Grubenwerkes als Versammlungsplatz für Kulthandlungen bei.
Der Anteil der Feuersteingeräte war gegenüber jenem Material, das bei ihrer Herstellung entsteht, bemerkenswert hoch. Der Rinderanteil (Stierkult) war sehr viel höher, der Schweineanteil sehr viel geringer. Die Anzahl der mit großem Fleischanteil verbundenen Körperteile war überdurchschnittlich, dies alles im Vergleich zu gewöhnlichen Siedlungen.